# グラニュライト
グラニュライト（白粒石、英語: Granulite）は、玄武岩・泥岩・斑れい岩など様々な岩石を原岩とする変成岩の一種である。

## 概要

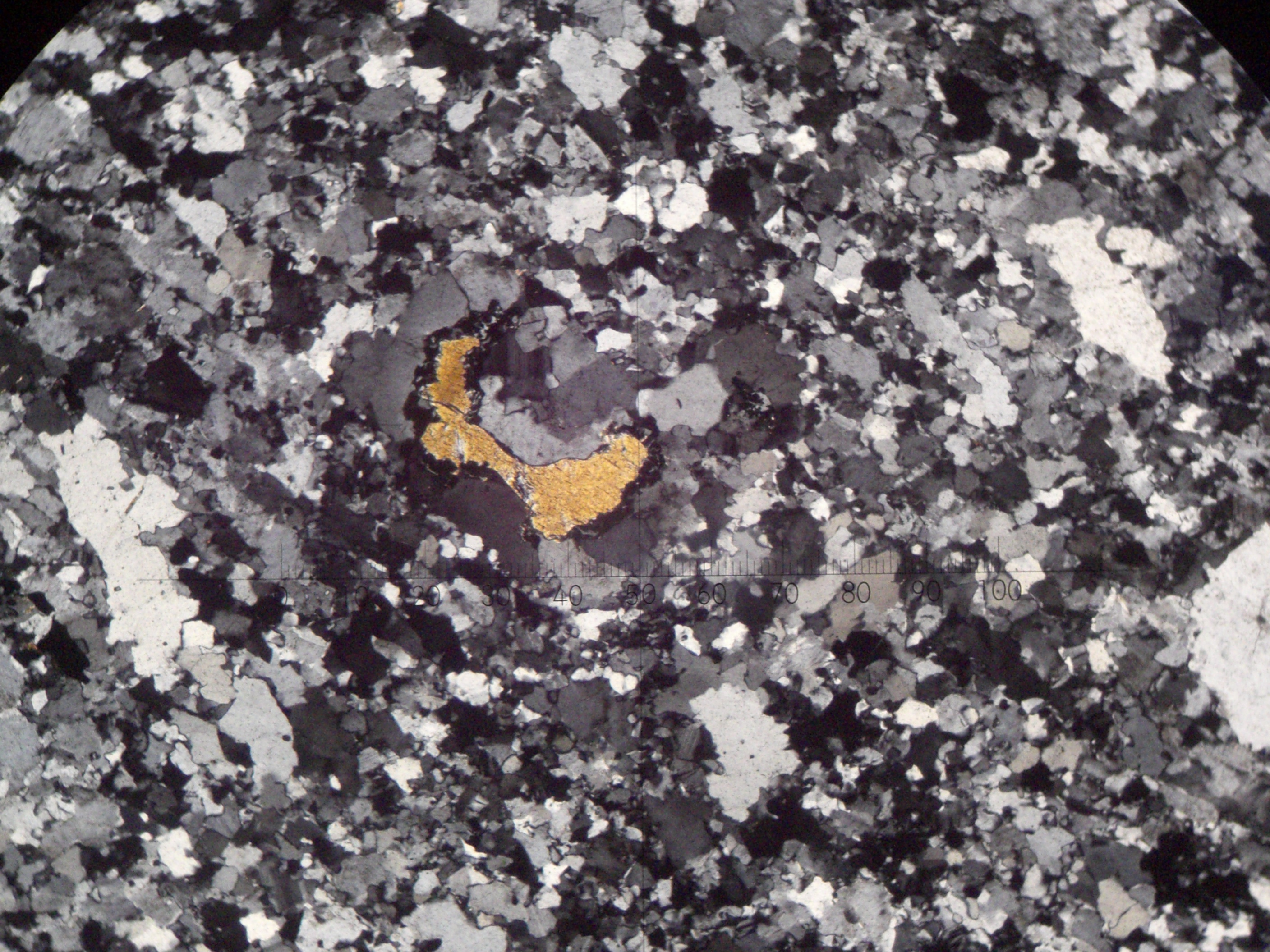
グラニュライトの顕微鏡画像

約800〜1000度および約5000〜13000気圧と、比較的高温高圧で生成される変成岩である。一般にグラニュライトは上記のような高温高圧状態において、二酸化炭素を含む蒸気が通過することによって脱水が進行するため生成される。